# Legislatura 1992-1996 (Senat)
Această listă descrie componența Senatului României în legislaturile: 1992-1996, în funcție de județul în care au candidat.

## Legislatura1992-1996
| Nume și Prenume                 | Partid                     | Județ                  | Partid sau Alianță |
| ------------------------------- | -------------------------- | ---------------------- | ------------------ |
| Ionel Aichimoaie                | FSN                        | Bacău                  | FSN                |
| Ioan Alexandru                  | PNTCD                      | Arad                   | CDR                |
| Victor Apostolache              | FDSN                       | Prahova                | FDSN               |
| Teodor Ardelean                 | PUNR                       | Maramureș              | PUNR               |
| Nistor Bădiceanu                | PNTCD                      | Bihor                  | CDR                |
| Constantin-Radu Baltazar        | FSN                        | Argeș                  | FSN                |
| Ioan Băncescu                   | FDSN                       | Suceava                | FDSN               |
| Ion Bică                        |                            |                        |                    |
| Ionel Blaga                     | FSN                        | Prahova                | FSN                |
| Matei Boilă                     | PNTCD                      | Cluj                   | CDR                |
| Griguță-Augustin Botiș          | FDSN                       | Maramureș              | FDSN               |
| Mircea Boulescu                 | FSN                        | București              | FSN                |
| Ioan Broscățeanu                | FDSN                       | Brăila                 | FDSN               |
| Petre Constantin Buchwald       | UDMR                       | Cluj                   | UDMR               |
| Mihail Buracu                   | PNTCD                      | Mehedinți              | CDR                |
| Florin Buruiană                 | PNTCD                      | Neamț                  | CDR                |
| Emilian Buzică                  | PNTCD                      | Dâmbovița              | CDR                |
| Dumitru Călueanu                | OCL-(PNLCD)                | Galați                 | CDR                |
| Aristotel Adrian Căncescu       | FSN                        | Brașov                 | FSN                |
| Ion Cârciumaru                  | PN-PRM                     | Constanța              | PRM                |
| Gheorghe Cătuneanu              | PNTCD                      | Vrancea                | CDR                |
| Radu Ceontea                    | independent                | Mureș                  | PUNR               |
| Dumitru Mugurel Cerăceanu       |                            |                        |                    |
| Ion Coja                        | PDAR                       | Constanța              | PDAR               |
| Corneliu Coposu                 | PNTCD                      | București              | CDR                |
| Augustin Crecan                 | PUNR                       | Sălaj                  | PUNR               |
| Ioan Crețu                      | FSN                        | Arad                   | FSN                |
| Iosif Csapo                     | UDMR                       | Bihor                  | UDMR               |
| Ion Culcea                      | PDSR                       | Teleorman              | FDSN               |
| Simion Darie                    | FDSN                       | Bacău                  | FDSN               |
| Ștefan David                    | PN-PSM                     | Caraș-Severin          | PSM                |
| Stelian Dedu                    | FDSN                       | Mehedinți              | FDSN               |
| Alexandru Diaconu               | FSN                        | Olt                    | FSN                |
| Eugen Dijmărescu                | P.D. (F.S.N.)              | Constanța              | FSN                |
| Emil Dima                       | P.D.S.R.                   | Dâmbovița              | FDSN               |
| Ion Diniș                       | P.D.S.R.                   | Hunedoara              | FDSN               |
| Traian-Caius Dragomir           | Independent(FSN)           | București              | FSN                |
| Florea Dudiță                   | FDSN                       | Brașov                 | FDSN               |
| Gheorghe Dumitrașcu             | FDSN                       | Constanța              | FDSN               |
| Constantin-Ticu Dumitrescu      | PNTCD                      | București              | CDR                |
| Cristian-Sorin Dumitrescu       | FSN                        | Suceava                | FSN                |
| Gheorghe Frunda                 | UDMR                       | Mureș                  | UDMR               |
| Valentin Corneliu Gabrielescu   | PNTCD                      | Brașov                 | CDR                |
| Tudor Gane                      | PNTCD                      | Dâmbovița              | CDR                |
| Istvan Gazda                    | UDMR                       | Covasna                | UDMR               |
| Costel Gheorghiu                | FSN                        | Galați                 | FSN                |
| Oliviu Gherman                  | FDSN                       | Dolj                   | FDSN               |
| Voicu Valentin Glodean          | PNTCD                      | Maramureș              | CDR                |
| Gigel Grigore                   | PDAR                       | Vaslui                 | PDAR               |
| Menyhért Gábor Hajdu            | UDMR                       | Harghita               | UDMR               |
| Zoltan Hosszu                   | UDMR                       | Arad                   | UDMR               |
| Doina Florica Ignat             | PUNR                       | Bihor                  | PUNR               |
| Viorel Ilișiu                   | PUNR                       | Bistrița-Năsăud        | PUNR               |
| Tiberiu Ștefan Incze            | UDMR                       | Alba                   | UDMR               |
| Vasile Ion                      | PDSR (FDSN)                | Buzău                  | FDSN               |
| Gheorghe C Ionescu              | FDSN                       | Dolj                   | FDSN               |
| Mihail Iurcu                    | FSN                        | Dâmbovița              | FSN                |
| Sabin Ivan                      | OCL-(PNLCD)                | Constanța              | CDR                |
| Ioan Joarză                     | PUNR                       | Mureș                  | PUNR               |
| Gabor Kozsokar                  | UDMR                       | Covasna                | UDMR               |
| Mihail Lădaru                   | PN-PSM                     | Gorj                   | PSM                |
| Dan Petru Lazăr                 | PUNR                       | București              | PUNR               |
| Ioan Lup                        | PNTCD                      | București              | CDR                |
| Ioan Lupu                       | PDSR                       | Brașov                 | FDSN               |
| Lajos Magyari                   | UDMR                       | Covasna                | UDMR               |
| Mircea Mancia                   | PUNR                       | Bihor                  | PUNR               |
| Ioan Manea                      | PNTCD                      | Iași                   | CDR                |
| Apolzan Nicolae Manolescu       | OCL-(PAC)                  | Sibiu                  | CDR                |
| Ion Marcu                       | FDSN                       | Timiș                  | FDSN               |
| Dan Stelian Marin               | FDSN                       | Vâlcea                 | FDSN               |
| Bela Marko                      | UDMR                       | Mureș                  | UDMR               |
| Mihai Matetovici                | PDSR                       | Brăila                 | FDSN               |
| Iulian Mincu                    | FDSN                       | București              | FDSN               |
| Dumitru Mocanu                  | FDSN                       | Botoșani               | FDSN               |
| Ion Mocioi                      | PN-(PRM)                   | Gorj                   | PRM                |
| Traian-Ștefan Mocuța            | PDSR                       | Prahova                | FDSN               |
| Constantin Moiceanu             | PNTCD(PSDR)                | Bacău                  | CDR                |
| Constantin Moldovan             | neafiliat                  | Botoșani               | PRM                |
| Valeriu Momanu                  | FDSN                       | Neamț                  | FDSN               |
| Florea Morlova                  | P.D. (F.S.N.)              | Olt                    | FSN                |
| Adrian Ovidiu Moțiu             | PUNR                       | Cluj                   | PUNR               |
| Octavian Muntean                | FDSN                       | Hunedoara              | FDSN               |
| Victor Neagu                    | PDAR                       | sectorul agricol Ilfov | PDAR               |
| Emil Negruțiu                   | PAC                        | Alba                   | CDR                |
| Sergiu Florin Nicolaescu        | FDSN                       | Vrancea                | FDSN               |
| Petre Ninosu                    | FDSN                       | București              | FDSN               |
| Mihai Nistor                    | FDSN                       | Suceava                | FDSN               |
| Octavian Opriș                  | FDSN                       | Bacău                  | FDSN               |
| Păun-Ion Otiman                 | OCL-(PAC)                  | Timiș                  | CDR                |
| Alexandru Paleologu             | OCL-(PAC)                  | Argeș                  | CDR                |
| Adrian Păunescu                 | PN-PSM                     | Dolj                   | PSM                |
| Teiu Păunescu                   | FDSN                       | Olt                    | FDSN               |
| Mihai Petrescu                  | FDSN                       | Buzău                  | FDSN               |
| Vasile Pipa                     | FDSN                       | Vaslui                 | FDSN               |
| Ilie Platică-Vidovici           | FDSN                       | Galați                 | FDSN               |
| Rene-Radu Policrat              | OCL-(PNLAT)                | București              | CDR                |
| Ioan Constantin Pop             | FDSN                       | Buzău                  | FDSN               |
| Dimitrie Popa                   | FDSN                       | Prahova                | FDSN               |
| Ștefan Popa                     | PAC                        | București              | CDR                |
| Virgil Popa                     | FDSN                       | Vaslui                 | FDSN               |
| Aurelian Popescu                | PNTCD                      | Dolj                   | CDR                |
| Dan-Mircea Popescu              | FDSN                       | Prahova                | FDSN               |
| Dragomir Popescu                | FDSN                       | Giurgiu                | FDSN               |
| Ioan-Paul Popescu               | PNTCD                      | Olt                    | CDR                |
| Ovidiu-Corneliu Popescu         | FSN                        | București              | FSN                |
| Adrian Dumitru Popescu-Necșești | OCL-(PNLCD)                | Caraș-Severin          | CDR                |
| Alexandru Popovici              | OCL-(PAC)                  | Prahova                | CDR                |
| Andrei Potcoavă                 | Liberal (P.L.'93)          | Dolj                   | CDR                |
| Elena Preda                     | FDSN                       | Tulcea                 | FDSN               |
| Ion Predescu                    | FSN                        | Dolj                   | FSN                |
| Marin Predilă                   | FDSN                       | Giurgiu                | FDSN               |
| Dumitru Pustai                  | PUNR                       | Alba                   | PUNR               |
| Gheorghe Răboacă                | PN-PSM                     | Vâlcea                 | PSM                |
| Ștefan Radof                    | OCL-(PAC)                  | sectorul agricol Ilfov | CDR                |
| Florin Rădulescu-Botică         | FDSN                       | Timiș                  | FDSN               |
| Gheorghe Rizescu                | FDSN                       | Argeș                  | FDSN               |
| Viorel Sălăgean                 | PUNR                       | Satu Mare              | PUNR               |
| Șerban Săndulescu               | PNTCD                      | Vâlcea                 | CDR                |
| Adrian Sârbu                    | PNTCD                      | Teleorman              | CDR                |
| Constantin Sava                 | FDSN                       | Ialomița               | FDSN               |
| Emil Scurtu                     | PDAR                       | Bistrița-Năsăud        | PDAR               |
| Florica Secara                  | FDSN                       | Galați                 | FDSN               |
| Gheorghe Secară                 | PUNR                       | Brașov                 | PUNR               |
| Nicolai Senciuc                 | FDSN                       | Suceava                | FDSN               |
| Denes Seres                     | UDMR                       | Sălaj                  | UDMR               |
| Constantin Simionescu           | FDSN                       | Argeș                  | FDSN               |
| Ion Solcanu                     | FDSN                       | Iași                   | FDSN               |
| Dragomir Stan                   | FDSN                       | Teleorman              | FDSN               |
| Ion Aurel Stoica                | FSN                        | Iași                   | FSN                |
| Victor Stoicescu                | PN-PRM                     | Ialomița               | PRM                |
| Vasile Strâmbu                  |                            |                        |                    |
| Andrei Suhov                    | PN-PSM                     | Tulcea                 | PSM                |
| Valer Suian                     | PUNR                       | Cluj                   | PUNR               |
| Károly Ferenc Szabó             | UDMR                       | Satu Mare              | UDMR               |
| Doru Ioan Tărăcilă              | FDSN                       | Călărași               | FDSN               |
| Neculai Simeon Tatu             | FDSN                       | București              | FDSN               |
| Tănase-Pavel Tăvală             | PNTCD                      | Timiș                  | CDR                |
| Maria Matilda Țețu              | OCL-(PNLCD)                | Suceava                | CDR                |
| Alexandru-Radu Timofte          | FDSN                       | Neamț                  | FDSN               |
| Emil Tocaci                     | OCL-(PAC)                  | București              | CDR                |
| Ioan Todea                      | PN-(PRM)                   | Cluj                   | PRM                |
| Corneliu Vadim Tudor            | Partida Nationala (P.R.M.) | București              | PRM                |
| Andrei Țugulea                  | FSN                        | Sibiu                  | FSN                |
| Dan Tulpan                      | FDSN                       | Buzău                  | FDSN               |
| Ioan Turlacu                    |                            |                        |                    |
| Vasile Văcaru                   | FDSN                       | Gorj                   | FDSN               |
| Mircea Vâlcu                    | PUNR                       | Sibiu                  | PUNR               |
| Dumitru Vasile                  | FDSN                       | Teleorman              | FDSN               |
| Vasile Ion                      | FSN                        | Buzău                  | FSN                |
| Radu Vasile                     | PNTCD                      | Bacău                  | CDR                |
| Constantin Dan Vasiliu          | FSN                        | Iași                   | FSN                |
| Florin Velicu                   | PDAR                       | Călărași               | PDAR               |
| Attila Verestoy                 | UDMR                       | Harghita               | UDMR               |
| Vasile Vetișanu                 | PNTCD                      | Satu Mare              | CDR                |
| Tiberiu Vladislav               | PNTCD                      | Hunedoara              | CDR                |
| Romul Petru Vonica              | FDSN                       | Iași                   | FDSN               |
| Sorin-Adrian Vornicu-Nichifor   | FSN                        | Neamț                  | FSN                |
| Constantin Zăiceanu             | FDSN                       | Botoșani               | FDSN               |